# ザ・ヒットスタジオ
『ザ・ヒットスタジオ』は、MBSラジオで2021年9月30日まで放送されていたラジオ番組である。2024年10月、「クリス松村のザ・ヒットスタジオ」は、通常、月1回 月曜 19:00に放送されている。
本項は2011年10月30日（29日深夜）から放送されていた「クリス松村のザ・ヒットスタジオ（開始当初は「ザ・ヒットスタジオ〜レッツゴーヤンヤン〜」）」および改編前には水曜未明に放送の「ザ・ヒットスタジオ (火)」についても記述する。

## 概要
クリス松村のザ・ヒットスタジオ ※通常、月1回 月曜19:00放送
2011年10月30日（29日深夜）、「ザ・ヒットスタジオ〜レッツゴーヤンヤン〜」の番組名で放送開始（当初日曜未明〈土曜深夜〉）。開始当初はベストテンなどのヒットチャートが重視されたが、現在はクリス独自の選曲により音楽番組としては独特の選曲になっている。 コレクターのクリスが、未CD化の音源も含め全オンエア音源を自身で用意しているのも特徴である。1970年代から1980年代以降の音楽を中心にオンエアし、その曲に関するいろいろなエピソードや熱い思いをクリス松村が語っていくのだが、その時に行ったライヴ・エピソードなども話されるため、最近のヒット曲がオンエアされることもある。
2014年4月4日より放送日時を金曜夜に移動しタイトルを『クリス松村のザ・ヒットスタジオ〜レッツゴーヤンヤン〜』に変更、2015年4月4日より放送日時を土曜未明（金曜深夜）に移動しタイトルを『クリス松村のザ・ヒットスタジオ』に変更、2016年3月29日より放送日時を火曜未明（月曜深夜）に移動して放送している。
2017年4月の改編で高田秋が木曜未明に新設の『ザ・ヒットスタジオ (水)』に異動し、水曜未明の『ザ・ヒットスタジオ (火)』より柴田阿弥が加入した。
2018年4月の改編で柴田が卒業し、横山由依（AKB48）が加入した。
2019年3月26日放送をもって横山由依が卒業し、4月16日放送より向井地美音（AKB48）が加入した。
2021年4月20日放送をもって向井地美音が卒業し、4月27日放送より市野瀬瞳が加入した。 2024年10月、通常、月1回 月曜 19:00に放送されており、クリス松村と市野瀬瞳が出演している。
ザ・ヒットスタジオ (火) ※水曜未明に放送
1970年代から1980年代の邦楽ヒット曲を中心に放送されている『クリス松村のザ・ヒットスタジオ』の次の世代版として、2016年9月に水曜未明に新設された。SKE48卒業後セント・フォースに所属し、この番組が初メインのラジオレギュラー番組となる柴田阿弥と、2016年夏に始動したセント・フォース関西所属の伊東紗冶子のフリーアナウンサー1年目の二人が送る音楽情報番組としてスタート。1時間の生放送で、その時間帯は柴田が出演していた同局のラジオ番組『イマドキッ』の放送時間にそのまま置き換える形で編成された。それに伴い『イマドキッ』は金曜未明（木曜深夜）に移動。柴田は当番組のメインMCを務めることとなり前身の番組『イマドキッ』はほどなく卒業することとなった。
2017年春改編で柴田は『クリス松村のザ・ヒットスタジオ』、伊東は新設の『(木)』に異動。『(火)』には吉田照美（文化放送出身のフリーアナウンサー）と小池美波（欅坂46、現・櫻坂46）が新たに起用された。
柴田・伊東MC当時は90年代の曲から最新ソングまで音楽にまつわるニュースと共にヒット曲を紹介していたが、現在はMC吉田が昭和世代であることに加え小池も昭和の歌謡曲に詳しいことから、70年代、80年代の曲も多くオンエアされるようになった。
ザ・ヒットスタジオ (水)、(木) ※木曜未明、金曜未明に放送
2017年4月改編で「ザ・ヒットスタジオ」シリーズが拡充。『クリス松村のザ・ヒットスタジオ』と水曜未明の『ザ・ヒットスタジオ (火)』に加えて木曜未明の『ザ・ヒットスタジオ (水)』（6日開始）と金曜未明の『ザ・ヒットスタジオ (木)』（7日開始）の二番組が新たに編成され、火曜日から金曜日の未明帯の帯番組となった。それに伴い木曜未明の『(水)』に西川貴教（T.M.Revolution）、生駒里奈（レギュラー開始当時乃木坂46所属）、スミス楓、金曜未明の『(木)』に杉浦みずきが加入した。
ザ・ヒットスタジオ (水) ※木曜未明に放送
2018年6月28日放送をもって生駒里奈が卒業し、7月19日放送より高山一実（乃木坂46）が加入した。

ザ・ヒットスタジオ (木) ※金曜未明に放送
2018年春の改編で伊東が卒業し、黒田詩織、太田夢莉（NMB48）が加入した。2018年12月28日の放送をもって終了。

## 放送時間
クリス松村のザ・ヒットスタジオ
火曜 0:00 - 1:30（月曜深夜）（※2020年3月31日 - 2021年9月28日） 月1回 月曜 19:00 - 20:00
ザ・ヒットスタジオ (火)
水曜 0:00 - 1:00（火曜深夜）（※2020年4月1日 - 2021年9月29日）
ザ・ヒットスタジオ (水)
木曜 0:00 - 1:00（水曜深夜）（※2020年4月2日 - 2021年9月30日）

### 過去の放送時間
ザ・ヒットスタジオ〜レッツゴーヤンヤン〜 - クリス松村のザ・ヒットスタジオ〜レッツゴーヤンヤン〜 - クリス松村のザ・ヒットスタジオ
| 放送局   | 放送地域   | 放送期間                        | 放送日時                       | 備考                                                           |
| -------- | ---------- | ------------------------------- | ------------------------------ | -------------------------------------------------------------- |
| 毎日放送 | 近畿広域圏 | 2011年10月30日 - 2012年01月01日 | 日曜 00:00 - 02:00（土曜深夜） | 「ザ・ヒットスタジオ〜レッツゴーヤンヤン〜」としてスタート     |
| 毎日放送 | 近畿広域圏 | 2012年01月07日 - 2012年01月28日 | 土曜 23:00 - 翌2:00            |                                                                |
| 毎日放送 | 近畿広域圏 | 2012年02月05日 - 2013年09月29日 | 日曜 00:00 - 02:00（土曜深夜） |                                                                |
| 毎日放送 | 近畿広域圏 | 2013年10月05日 - 2014年03月29日 | 土曜 23:30 - 翌2:00            |                                                                |
| 毎日放送 | 近畿広域圏 | 2014年04月04日 - 2015年03月27日 | 金曜 23:40 - 翌1:50            | 「クリス松村のザ・ヒットスタジオ〜レッツゴーヤンヤン〜」と改題 |
| 毎日放送 | 近畿広域圏 | 2015年04月04日 - 2016年03月26日 | 土曜 00:10 - 02:00（金曜深夜） | 「クリス松村のザ・ヒットスタジオ」と改題                       |
| 毎日放送 | 近畿広域圏 | 2016年03月29日 - 2018年03月27日 | 火曜 00:00 - 02:00（月曜深夜） |                                                                |
| 毎日放送 | 近畿広域圏 | 2018年04月03日 - 2020年03月24日 | 火曜 00:30 - 02:30（月曜深夜） |                                                                |

ザ・ヒットスタジオ（火）
| 放送局   | 放送地域   | 放送期間                        | 放送日時                       | 備考 |
| -------- | ---------- | ------------------------------- | ------------------------------ | ---- |
| 毎日放送 | 近畿広域圏 | 2017年04月05日 - 2020年03月25日 | 水曜 01:00 - 02:00（火曜深夜） |      |

ザ・ヒットスタジオ（水）
| 放送局   | 放送地域   | 放送期間                        | 放送日時                       | 備考 |
| -------- | ---------- | ------------------------------- | ------------------------------ | ---- |
| 毎日放送 | 近畿広域圏 | 2017年04月06日 - 2020年03月26日 | 木曜 01:00 - 02:00（水曜深夜） |      |

ザ・ヒットスタジオ（木）
| 放送局   | 放送地域   | 放送期間                        | 放送日時                       | 備考 |
| -------- | ---------- | ------------------------------- | ------------------------------ | ---- |
| 毎日放送 | 近畿広域圏 | 2017年04月07日 - 2018年12月28日 | 金曜 01:00 - 02:00（木曜深夜） |      |

## 出演者
クリス松村のザ・ヒットスタジオ ※月1回 月曜19:00放送
クリス松村（2011年10月30日 - ）
市野瀬瞳（2021年4月27日 - ）
ザ・ヒットスタジオ (火) ※水曜未明に放送
吉田照美（2017年4月5日 - 2021年9月29日）
小池美波（櫻坂46）（同上）
ザ・ヒットスタジオ (水) ※木曜未明に放送
西川貴教（T.M.Revolution）（2017年4月6日 - 2021年9月30日）
高田秋（同上）
久松郁実（2019年6月6日 - 2021年9月30日）
早川聖来（乃木坂46）（2020年8月12日 - 2021年9月30日）
ザ・ヒットスタジオ (木) ※金曜未明に放送
杉浦みずき（2017年4月7日 - 2018年12月28日）
黒田詩織（2018年4月6日 - 2018年12月28日）
太田夢莉（NMB48）（同上）

### 代理出演等
曜日レギュラーが他の仕事等で出演できない時、代理出演が登場したり、欠席のまま残りのメンバーで進行することがある。
ザ・ヒットスタジオ (火) ※水曜未明に放送
2017年5月17日：小池美波が体調不良のため潮紗理菜（けやき坂46、現：日向坂46）が代理出演。
2017年8月2日：小池が翌2日に神戸で欅坂46のライブのため、吉田が東京のスタジオ、小池が大阪のスタジオに分かれての変則放送。
2019年9月4日：小池がライブのため、潮紗理菜（日向坂46）が代理出演。
ザ・ヒットスタジオ (水) ※木曜未明に放送
生駒里奈が乃木坂46所属時には欠席することが多く、代理として伊藤かりんが出演することが多かった（番組開始の2017年4月から同年12月末までに計7回）（乃木坂46キャンペーン時には秋元真夏が出演することもあった（秋元も2017年12月末までに7回））（出演回は後述）。
2017年9月21日：西川貴教が欠席し、高田、スミス、生駒の代理である伊藤の3名で進行。
2017年11月16日：11月11日に行われた公開録音の模様を放送。MCはレギュラーの西川、スミスの他に横山由依（AKB48）、伊東紗冶子（(木)担当）。
ザ・ヒットスタジオ (木) ※金曜未明に放送
2018年1月5日：2017年12月16日に行われた公開録音の模様を放送。MCはレギュラーの伊東紗冶子、杉浦みずき。
2018年2月2日：2018年1月28日に行われた公開録音の模様を放送。MCはレギュラーの伊東紗冶子。

### 過去の出演者
ザ・ヒットスタジオ〜レッツゴーヤンヤン〜 - クリス松村のザ・ヒットスタジオ〜レッツゴーヤンヤン〜 - クリス松村のザ・ヒットスタジオ
TKO（木本武宏･木下隆行）（2011年10月30日 - 2014年3月29日）
吹田早哉佳（2011年10月30日 - 2013年4月14日）
相楽樹（2013年4月21日 - 2014年3月29日）
逸見太郎（2014年4月4日 - 2015年3月27日）
桂三度（2014年4月4日 - 2015年3月27日）
中倉隆道（2015年4月4日 - 2017年3月27日）
高田秋（2015年4月18日 - 2017年3月27日、木曜未明の(水)に異動）
柴田阿弥（2017年4月4日 - 2018年3月27日）
横山由依（AKB48）（2018年4月3日 - 2019年3月26日）
向井地美音（AKB48）（2019年4月16日 - 2021年4月20日）
ザ・ヒットスタジオ (火) ※水曜未明に放送
柴田阿弥（2016年9月29日 - 2017年3月29日、「クリス松村のザ･ヒットスタジオ」に異動）
伊東紗冶子（同、(木)に異動）
ザ・ヒットスタジオ (水) ※木曜未明に放送
生駒里奈（2017年4月6日 - 2018年6月28日）
スミス楓（2017年4月6日 - 2019年5月30日）
高山一実（当時乃木坂46）（2018年7月19日 - 2020年8月5日）
ザ・ヒットスタジオ (木) ※金曜未明に放送
伊東紗冶子（2017年4月7日 - 2018年3月30日）

## オンエア情報

### 2017年3月以前
クリス松村のザ・ヒットスタジオ
よみがえるザ・ベスト3（ - 2012年）
過去のランキング（1970年代から1980年代、基本的には放送日近辺の日付のもの）を取り上げ、ベスト3にランクインした曲をオンエアする。
きもっちゃんVSきのっぴぃのレッツゴーリクエスト
TKOの2人がそれぞれに寄せられたリクエスト曲のオンエアをかけて様々な形式で対決するコーナー。オンエアされなかった曲は次戦に持ち越される。野球延長による短縮放送でカットされる事が続いた結果、長期で持ち越されていた曲を消化後に普通のリクエスト紹介へと転換された。
クリスがレコードをかけるコーナー
主に未CD化の音源を、クリス持参のレコード音源を用いてオンエアする。2012年1月の放送時間拡大期間に設けられていた。
女性立ち入り禁止のコーナー
男性であるTKOの2人がリスナーからの投稿を基にトークするコーナー。性別不明のクリスと女性の吹田もスタジオ内に残っており、トーク内容に反応することが多い。
ザ・ヒットスタジオ(火)

## 公開イベント
チキンラーメンバースデースペシャル クリス松村のザ・ヒットスタジオやってまーす
2015年8月23日、イトーヨーカドー奈良店 4階イベント広場で公開生放送
出演：クリス松村、中倉隆道、AKB48（高城亜樹、大和田南那、西野未姫、山田菜々美）、南かおり
クリス松村のザ・ヒットスタジオスペシャル in イルミナイト万博
2016年8月20日、大阪万博記念公園「イルミナイト万博夕涼み」内で公開録音（2016年9月5日の『MBSマンデースペシャル』で放送）
出演：クリス松村、中倉隆道、高田秋
ザ・ヒットスタジオ(木)ライブステージ
2017年9月17日、大阪万博記念公園「万博へGO! with MBS2017」内で公開録音の予定だったが、台風の影響のため中止
出演予定：杉浦みずき、風男塾、祭nine.
ザ・ヒットスタジオ ひょうご博覧会 in 大阪SP
2017年11月11日、MBSちゃやまちプラザステージ「ひょうご博覧会 in 大阪2017」で公開録音（2017年11月16日〈木曜日〉の『(水)』で放送）
出演：T.M.Revolution 西川貴教、横山由依（AKB48）、スミス楓、伊東紗冶子
ザ・ヒットスタジオ(木)ライブステージ in イルミナイト万博Xmas
2017年12月16日、大阪万博記念公園「イルミナイト万博Xmas」内で公開録音（2018年1月5日〈金曜日〉の『(木)』で放送）
出演：伊東紗冶子、杉浦みずき、風男塾、祭nine.
ザ・ヒットスタジオ(木)ミニライブ&特典会
2018年1月28日、MBSちゃやまちプラザステージ内で公開録音（2018年2月2日の『(木)』で放送）
出演：伊東紗冶子、祭nine.
アッパレ オレたちゴチャ祭〜ナガシマスパーランドからやってまーす〜（「アッパレやってまーす!・ちょこっとやってまーす」、「イマドキッ」、「オレたちゴチャ・まぜっ!〜集まれヤンヤン〜」と合同開催）
2018年2月17日、ナガシマスパーランド（三重県桑名市）で公開録音（3月30日（29日深夜）の「イマドキッ」で放送）
出演：小池美波(ヒット(火))、土生瑞穂(ちょこっと)、今泉佑唯、尾関梨香、織田奈那、佐藤詩織、守屋茜、米谷奈々未（以上欅坂46）、蒼井翔太(アッパレ(月))、有野晋哉（よゐこ）(アッパレ(月)、ゴチャまぜ)、lol-エルオーエル-(イマドキッ)、鈴木拓（ドランクドラゴン）(アッパレ(月)) ※太字は毎日放送にてラジオ番組レギュラーを持っている（lolは佐藤友祐のみ）